# 佟国鼐
佟国鼐（？—？），字懷東，是中國清朝官員，满洲人，佟永年的长子。於1647年（順治四年）擔任福建巡撫，福建都察院右副都御史，主要從事福建之軍政事務，品等約為二品，他也是清朝首任福建巡撫。